# Convertidor estático de potencia
Un convertidor estático de potencia o simplemente convertidor estático es un elemento, que a diferencia de otro tipo de convertidores de potencia eléctrica compuestos por máquinas eléctricas rotatorias tales como grupos motor-generador y otras combinaciones, efectúa esta conversión de potencia eléctrica sin emplear elementos móviles como los anteriormente descritos. En este caso, se emplean elementos de electrónica de potencia, por lo que su desarrollo ha estado íntimamente   ligado a la evolución de los dispositivos semiconductores.
Ejemplificando, para obtener corriente continua a partir de una fuente de corriente alterna, se solía acoplar un motor de corriente alterna a un generador de corriente continua. El motor energizado con corriente alterna hacía girar al generador, obteniéndose de esta forma corriente continua a partir de la alterna. El equivalente estático de este conjunto motor-generador es el rectificador de potencia.
De la misma manera, para obtener corriente alterna a partir de una fuente de corriente continua, se solía acoplar un motor de corriente continua a un generador de corriente alterna. El motor energizado con corriente continua hacía girar al generador, obteniéndose de esta forma corriente alterna a partir de la continua. El equivalente estático de este conjunto motor-generador es el inversor de potencia.
Los primeros elementos semiconductores de potencia empleados en forma industrial y para tracción eléctrica para convertir corrientes alternas a corriente continua fueron los rectificadores de vapor de mercurio. Dichos elementos han quedado finalmente en desuso al desarrollarse  dispositivos semiconductores de tipo sólido basados en el empleo de materiales semiconductores tales como el germanio y el silicio
Al evolucionar estos, e ir aumentando las tensiones y corrientes que son capaces de soportar, así como también evolucionando y perfeccionándose el control sobre su conducción de corrientes, su uso se ha masificado, permitiendo el diseño de distintos equipos de electrónica de potencia cada vez de mayor potencia, complejidad y confiabilidad.
Actualmente el uso de convertidores estáticos está generalizado e incorporado en nuestras vidas diarias a través de los cargadores y fuentes de poder de los electrodomésticos, equipos electrónicos que tenemos en nuestros hogares y oficinas, en los cuales se han terminado de sustituir completamente las fuentes de poder convencionales por fuentes conmutadas de este tipo.
- Datos: Q8350510